# Lepidobatrachus asper
Lepidobatrachus asper är en groddjursart som beskrevs av John Samuel Budgett 1899. Lepidobatrachus asper ingår i släktet Lepidobatrachus och familjen Ceratophryidae. IUCN kategoriserar arten globalt som nära hotad. Inga underarter finns listade i Catalogue of Life.